# Ludwik Bystrzonowski
Ludwik Bystrzonowski, né le 24 août 1797 à Cracovie, et mort le 27 juillet 1878, est un noble polonais, journaliste, homme politique et collectionneur d’art.

## Biographie
Louis Thadée Bystrzonowski est le fils de Casimir Szafraniec Bystrzonowski et d'Anna comtesse de Breze Rossocka.
Il s'engage dans l'armée en 1819. Major dans l'armée polonaise, il commande l'escorte du général Skrzynecki pendant la campagne de 1831.
Il part en exil et arrive en France en 1832, et lutte en 1833 pour l'indépendance de la Belgique. Il est décoré Chevalier dans l'Ordre de Léopold.
Il est chef d'escadrons du premier régiment des francs, commandant officier d'ordonnance du lieutenant-général vicomte de Schramm lors de la campagne d'Afrique de 1840.
En 1849, il s'engage dans la lutte de l'indépendance hongroise, puis plus tard en Turquie où il est nommé général pendant la Guerre de Crimée, il prend alors le nom d'Arslan-Pacha. Il est blessé lors de l'affaire de Kars, puis rapatrié à Paris. Il est commandeur dans l'Ordre du Médjidié.
Il meurt à son domicile de la Rue des Saints-Pères à l'âge de 80 ans. Les obsèques sont célébrées en l'Église Saint-Thomas-d'Aquin de Paris et le corps est inhumé au Cimetière des Champeaux de Montmorency.

## Publications
- Sur la Serbie dans ses rapports européens avec la question d'Orient
- Notice nécrologique sur le général comte de Montebello
- Campagnes de six semaines de l'armée de Kars, en 1854